# آغابیگم جوانشیر
آغابـِیگُم جوانشیر (تخلص شعری: آغاباجی) از همسران فتحعلی شاه قاجار و حاکم قم بود. او دختر ابراهیم خلیل خان جوانشیر خان دوم قره‌باغ بود و به فارسی و ترکی شعر می‌سرود.
آغابیگم آغا عمه خورشیدبانو ناتوان، از شاعره‌های قفقاز بود که او نیز به فارسی و ترکی شعر می‌سرود.

## بخشی از زندگینامه
آغاباجی چندان تمایلی به همجواری با دیگر همسران شاه و اهالی حرم نداشت و به همین منظور در قصری که شاه در نزدیکی امامزاده قاسم شمیران برای ییلاق خود بنا کرده بود اقامت کرد و فتحعلی شاه نیز عایدات شهر قم را به وی واگذار کرد. آغاباجی پس از چندی به همراه فرزند خواندگان خود به قم رفت و در این شهر ماندگار شد، شاه نیز برای ملاقات با وی به قم می‌رفت. او در دوره اقامتش در قم اقداماتی برای ساخت مسجد، مدرسه و حمام کرده است. اعضای حرمسرا به او «بانوی بانوان شاه» یا «بانوی حرم» و «ملکه ایران» می‌گفتند. او در سال ۱۲۴۸ ق در قم درگذشت و در همان شهر دفن شد.
آغابیگم آغا که صاحب فرزندی از شاه نبود از سوی همسر مأمور تربیت دو تن از فرزندان وی به نام کیکاووس میرزا و مرصع خانم شد.
ملک ایرج میرزا، پسر فتحعلی‌شاه، می‌نویسد:
«در سنه ۱۲۴۲ قمری ... آغابیگم تقاضای حکومت قم کرد. شاهزاده [کی‌کاووس میرزا] ایشان را برداشته به قم رفت. بعد از یک سال و نیم حکومت، آغاباجی مرحوم شد. حکومت مسلم شد به شاهزاده.».

## علاقه به شاعری
آغابیگم آغا از سواد بهره‌مند بود و شعر می‌سرود، تخلص او «طوطی» بود. دراینجا چند بیت از شعرهای وی نقل می‌شود:
| خرم آن کو به سر کوی تو جایی دارد |  | که سر کوی تو خوش آب و هوایی دارد  |
| به سفر رفت و دلم شد جرس ناقه او  |  | رسم این است که هر ناقه درایی دارد |

| سوختم از آتش غم ناصحا تا کی ز منع |  | می‌زنی بر آتشم دامن برو خاموش باش |

و شعر معروف او به زبان ترکی که به گلایه برای فتحعلی شاه سروده است:
| یارم گیجه گلدی گیجه قالدی گیجه گیتدی |  | هیچ بیلمدم عمرم نیجه گلدی نیجه قالدی نیجه گیتدی |